# Diplonevra hamata
Diplonevra hamata är en tvåvingeart som beskrevs av Borgmeier 1962. Diplonevra hamata ingår i släktet Diplonevra och familjen puckelflugor. Inga underarter finns listade i Catalogue of Life.